# Drafthouse Films
Drafthouse Films es una distribuidora de cine independiente con sede en Austin (Texas) fundada en 2010 por Tim League, quien anteriormente había fundado la cadena de cines Alamo Drafthouse. La compañía ha estrenado películas de diversos géneros desde su creación.
Su tercera película, Bullhead, fue nominada al Premio Óscar a la mejor película de habla no inglesa. Su decimocuarta entrega, The Act of Killing, fue nominada al Óscar al mejor documental, al igual que su secuela The Look of Silence.
En marzo de 2022, se anunció que la distribuidora digital Giant Pictures había adquirido el sello Drafthouse Films. Nick Savva se convirtió en el nuevo consejero delegado de Drafthouse Films, y el fundador de Alamo Drafthouse, Tim League, ocupó el cargo de presidente de la empresa adquirida. Las dos primeras adquisiciones de Drafthouse Films bajo su nueva dirección fueron Nr. 10, dirigida por Alex van Warmerdam, y Masking Threshold, una película de terror psicológico del director Johannes Grenzfurthner.

## Lanzamientos
- Four Lions (2010)
- Comin' at Ya! (2012)
- The FP (2012)
- Bullhead (2012)
- Klown (2012)
- Trailer War (2012)
- The Ambassador (2012)
- Miami Connection (2012)
- Wake in Fright (2012)
- The ABCs of Death (2013)
- Wrong (2013)
- Graceland (2013)
- Pietà (2013)
- A Band Called Death (2013)
- I Declare War (2013)
- The Act of Killing (2013)
- The Visitor (2013)
- Ms. 45 (2013)
- A Field in England (2014)
- Cheap Thrills (2014)
- The Final Member (2014)
- Borgman (2014)
- Nothing Bad Can Happen (2014)
- Mood Indigo (2014)
- The Dog (2014)
- The Congress (2014)
- 20,000 Days on Earth (2014)
- Fishing Without Nets (2014)
- The Overnighters (2014)
- Why Don't You Play in Hell? (2014)
- R100 (2014)
- Amira & Sam (2015)
- ABCs of Death 2 (2015)
- Spring (2015)
- The Connection (2015)
- The Keeping Room (2015)
- Dangerous Men (2015)
- The World of Kanako (2015)
- The Look of Silence (2015)
- The Tribe (2015)
- The Invitation (2015)
- Roar (2015)
- Klown Forever (2015)
- Raiders!: The Story of the Greatest Fan Film Ever Made (2016)
- Men & Chicken (2015)
- The Greasy Strangler (2016)
- We Are X (2016)
- ABCs of Death 2.5 (2016)
- Jallikattu (2021)
- Nr. 10 (2021)
- Masking Threshold (2021)
- Chop & Steele (2023)
- A Life on the Farm (2023)
- The YouTube Effect (2023)
- Once Upon a Time in Uganda (2023)
- Mister Organ (2023)
- Everyone Will Burn (2023)
- Kim's Video (2024)
- Humanist Vampire Seeking Consenting Suicidal Person (2024)